# Vallabhbhai Patel
Vallabhbhai Jhaverbhai Patel (Nadiad, Indija, 31. listopada 1875. – Mumbai, 15. prosinca 1950.) bio je indijski političar. Bio je prvi zamjenik premijera Indije. Patel je bio odvjetnik, viši čelnik Indijskog nacionalnog kongresa i jedan od utemeljitelja Republike Indije, koji je odigrao vodeću ulogu u borbi zemlje za neovisnost i vodio njezinu integraciju u jedinstvenu, neovisnu naciju. U Indiji i drugdje često su ga zvali Sardar, što znači "glavni" na hindskom, urdu i perzijskom. Služio je kao ministar unutarnjih poslova tijekom političke integracije Indije i Indijsko-pakistanskog rata 1947.
Patel je odrastao u ruralnom okruženju države Gudžerat. Bio je uspješan odvjetnik. Zatim je organizirao seljake u Gudžeratu u nenasilni građanski neposluh protiv Britanaca, postavši jedan od najutjecajnijih vođa u Gudžeratu. Imenovan je 49. predsjednikom Indijskog nacionalnog kongresa, organizirajući stranku za izbore 1934. i 1937., dok je promicao osamostaljenje Indije.
Kao prvi indijski ministar unutarnjih poslova i zamjenik premijera, Patel je organizirao pomoć izbjeglicama koje su bježale u Punjab i Delhi iz Pakistana i radio na ponovnom uspostavljanju mira. Predvodio je zadatak nastanka ujedinjene Indije, uspješno integrirajući u novu neovisnu naciju one britanske kolonijalne pokrajine koje su bile "dodijeljene" Indiji. Uz pokrajine koje su bile pod izravnom britanskom vlašću, oko 565 kneževskih država koje su bile samoupravne pod britanskim suverenitetom oslobođene su Indijskim aktom o neovisnosti iz 1947. Prijeteći vojnom silom, Patel je uvjerio gotovo sve kneževske države da se pridruže Indiji. Njegova predanost nacionalnoj integraciji u novoj neovisnoj zemlji bila je potpuna i beskompromisna, zbog čega je dobio nadimak "željezni čovjek Indije". Također je zapamćen kao "pokrovitelj indijskih državnih službenika" za uspostavu modernog sustava službe u cijeloj Indiji. Nazivaju ga i "ujediniteljem Indije". Njemu je 31. listopada 2018. posvećen Kip jedinstva, najviši kip na svijetu. Visok je oko 182 m.